# Ana de Nassau
Ana de Nassau (Breda, 5 de noviembre de 1563-Franekeradeel, 13 de junio de 1588) fue la segunda hija de Guillermo el Taciturno, príncipe de Orange, y de su segunda esposa, Ana de Sajonia. Era la esposa de Guillermo Luis de Nassau-Dillenburg.

## Biografía
Ana y Guillermo Luis se casaron justo después que Ana cumpliera 24 cumpleaños, el 25 de noviembre de 1587. Sin embargo, el matrimonio sería de corta duración, pues Ana murió sólo seis meses después de la boda, por lo tanto, no tuvieron hijos y Guillermo Luis nunca se volvió a casar. Él se convirtió en conde de Nassau-Dillenburg en 1606.

## Familia
La madre de Ana, Ana de Sajonia, nunca tuvo un matrimonio feliz con Guillermo el Taciturno. Ana de Sajonia fue descrita como inestable y violenta. Ella era impopular entre su familia y los ciudadanos.
Ana de Sajonia se enamoró de su abogado, con quien tuvo una hija ilegítima llamada Cristina. Después de este incidente, Ana y sus hermanos nunca vieron a su madre de nuevo. Esta última fue enviada al castillo de Beilstein con Cristina; allí su comportamiento empeoró, hasta que se le ordenó a los sirvientes mantener todos los cuchillos lejos de ella, para que no atacara a alguien. Comenzó a sufrir de alucinaciones y arrebatos violentos, por lo que Cristina fue alejada de su lado y enviada al lado de Ana y sus hermanos. Guillermo anuló su matrimonio, y se volvió a casar dos veces más. Ana de Sajonia vivió el resto de sus días en Dresde, hasta su muerte a los 32 años de edad en 1577.
Su padre se casó con Carlota de Borbón, con la que tuvo seis hijas. Después de su muerte en 1582, Guillermo se casó por cuarta y última vez con Luisa de Coligny, quien dio a luz a un hijo, Federico Enrique de Orange-Nassau.
Entre los hermanos de Ana estaban Mauricio de Nassau y Emilia de Nassau.